# مدرسة الجالية الأميركية في بيروت
مدرسة الجالية الأميركية في بيروت والمعروفة أيضًا باسم ACS Beirut هي مدرسة خاصة تقع في العاصمة اللبنانية بيروت، تأسست في 1905 وهي مرتبطة تقليديًا بالجامعة الأمريكية في بيروت. وكمؤسسة تعليمية مختلطة تقدم التعليم للطلاب من جميع الجنسيات بدءا من مرحلة ما قبل المدرسة وحتى المدرسة الثانوية الصف 12 من نوع K-12. تقدم الجامعة شهادة البكالوريا الدولية وبرامج البكالوريا اللبنانية بالإضافة إلى برنامج الإعداد الجامعي الخاص بها.

## التاريخ
تأسست المدرسة على يد مجموعة من أولياء الأمور الأميركيين من الجامعة الأمريكية في بيروت، التي كانت تعرف آنذاك بالكلية البروتستانتية السورية، حيث أرادوا مدرسة تمكن أطفالهم من التحضير للالتحاق بالجامعات الأمريكية، وقد ازدهرت مدرسة الكلية الصغيرة وبحلول 1920 نقلت المدرسة إلى منزل ذو سقف أحمر في شارع صيداني. وفي هذه المرحلة انضمت البعثة المشيخية الأمريكية لرعاية المدرسة إلى جانب الجامعة الأمريكية.
بحلول الأربعينيات من القرن العشرين نما عدد الطلاب إلى أكثر من 900 طفل غربي في المقام الأول وتم بناء المبنى الحالي في 1949 بتمويل من أرامكو.
احتفلت المدرسة بالذكرى المئوية لتأسيسها في 24 يونيو 2005 وفي يونيو 2011 احتفلت بتخرج الدفعة المائة. وقد ظل الدكتور جورج هـ. دامون، الابن، مدير المدرسة من عام 2003 حتى تقاعده في عام 2013.

## الخريجون المتميزون
- ستيوارت كوبلاند، كان والده مايلز كوبلاند، الابن منذ فترة طويلة رئيس محطة CIA في بيروت [2]
- مالكولم كير، مؤرخ.[3]
- جون وودز
- بران فيرين، مصمم
- ستيف كير، المدير التنفيذي الحالي لجولدن ستايت ووريورز
- جريج كينير، ممثل
- كيانو ريفز، ممثل
- عمر نعيم، مخرج
- ويليام ب. بلاكمور، مراسل الأخبار

## روابط خارجية
- ACS Beirut قنوات التواصل الاجتماعي الرسمية نسخة محفوظة 13 ديسمبر 2019 على موقع واي باك مشين.
- [1] تركيب مدير مدرسة ACS الجديد، جريج ل. ماكغيلبين، الابن
- ACS Redesigned Website Welcome Note by Hamilton Clark، School of School (June 2016)

1. ↑  "ACS Beirut". American Community School Beirut. مؤرشف من الأصل في 2019-12-13. اطلع عليه بتاريخ 2018-11-23.